# Rhys Britton
Rhys Britton (ur. 13 maja 1999 w Pontypridd) – brytyjski kolarz torowy i szosowy, brązowy medalista mistrzostw świata.

## Kariera
Pierwsze sukcesy w karierze osiągnął w 2016 roku, kiedy zdobył złoty medal w madisonie na torowych mistrzostwach Europy juniorów w Montichiari i brązowy w drużynowym wyścigu na dochodzenie na mistrzostwach świata juniorów w Agile. Na rozgrywanych rok później mistrzostwach Europy juniorów w Sangalhos był drugi w drużynowym wyścigu na dochodzenie oraz trzeci w madisonie i indywidualnym wyścigu na dochodzenie. Na mistrzostwach Europy w Grenchen w 2021 roku zajął trzecie miejsce w drużynowym wyścigu na dochodzenie. W tym samym roku wywalczył brązowy medal w scratchu na mistrzostwach świata w Roubaix. W zawodach tych wyprzedzili go jedynie Francuz Donavan Grondin i Tuur Dens z Belgii. Zdobył także brązowy medal w drużynowym wyścigu na dochodzenie na mistrzostwach Europy w Monachium w 2022 roku.